# Diócesis católicas indianas españolas
La Iglesia católica se organizó territorialmente en diócesis agrupadas en provincias eclesiásticas encabezadas por arquidiócesis durante el dominio de los reyes de España en las Indias (América y las Filipinas).

## Los asuntos religiosos de Indias
Por el breve Inter caetera del papa Alejandro VI del 3 de mayo de 1493 redactado poco después del regreso de Cristóbal Colón de su primer viaje a América, el papa otorgó a los reyes de Castilla y León el dominio sobre cada una de las tierras e islas ya citadas, así las desconocidas como las hasta ahora descubiertas por vuestros enviados y las que se descubran en adelante, que bajo el dominio de otros señores cristianos no estén constituidas en el tiempo presente. En contrapartida les impuso a los reyes la obligación de enviar misioneros para convertir a las poblaciones descubiertas a la fe católica.
La administración sobre la Iglesia católica en las Indias, el Patronato regio de Indias, fue reconocida expresamente a los reyes de Castilla por la bula Eximia devotionis del 16 de noviembre de 1501 del papa Alejandro VI y confirmada por el papa Julio II el 8 de junio de 1508 con la bula Universalis ecclesiae. 
Los reyes como patronos tuvieron así el derecho exclusivo para proponer y presentar al papa a las personas para los oficios eclesiásticos y otras dignidades y prebendas destinadas a la administración del culto católico en las Indias y tenían el derecho de percibir el diezmo para el mantenimiento de la Iglesia y la evangelización de los indígenas. Quedaron bajo autorización real la construcción de iglesias, catedrales, conventos, hospitales, la concesión de obispados, arzobispados, dignidades, beneficios y otros cargos eclesiásticos. Los papas reservaron para sí la erección y supresión de diócesis y fijar y cambiar los límites de las ya existentes, aunque cada vez concedieron a los reyes que lo hicieran desde 1518. Además, desde 1538 todas las bulas y comunicaciones de la Santa Sede a las Indias quedaron bajo su autorización y posibilidad de rechazo.
La administración de los asuntos de las Indias, entre ellos los religiosos, estuvo desde 1493 a cargo del capellán de la reina (y luego obispo desde 1494) Juan Rodríguez de Fonseca, cuando los reyes le encargaron la organización del segundo viaje de Colón. Desde 1504 Fonseca fue parte del Consejo de Castilla hasta que en 1523 fue creado el Real y Supremo Consejo de Indias, que se organizó en 1524. A este consejo le correspondía ejercer y proponer al rey el derecho de presentación de los obispos; dividir y establecer los límites de las diócesis que el papa le encomendaba al rey; revisar las bulas papales destinadas a Indias y si estaban conformes les da exequatur o pase regio para que se cumplieran; examinar las disposiciones de la Iglesia en América y los sínodos, ya que estos no se cumplían sin la aprobación del Consejo de Indias.
En 1524 el papa Clemente VII aceptó un pedido del rey y creó el patriarcado de las Indias Occidentales, aunque con potestades muy restringidas. El título fue puramente honorífico, y su titular no tenía jurisdicción sobre las Iglesias de Indias, ni súbditos, ni renta fija, ni podía viajar a América, so pena de excomunión. Recayó sobre el arzobispo de Granada y presidente del Consejo de Castilla Antonio de Rojas Manrique y luego continuó hasta el 31 de julio de 1963, desde cuando está vacante.

## Primeras diócesis en las Antillas y la Florida

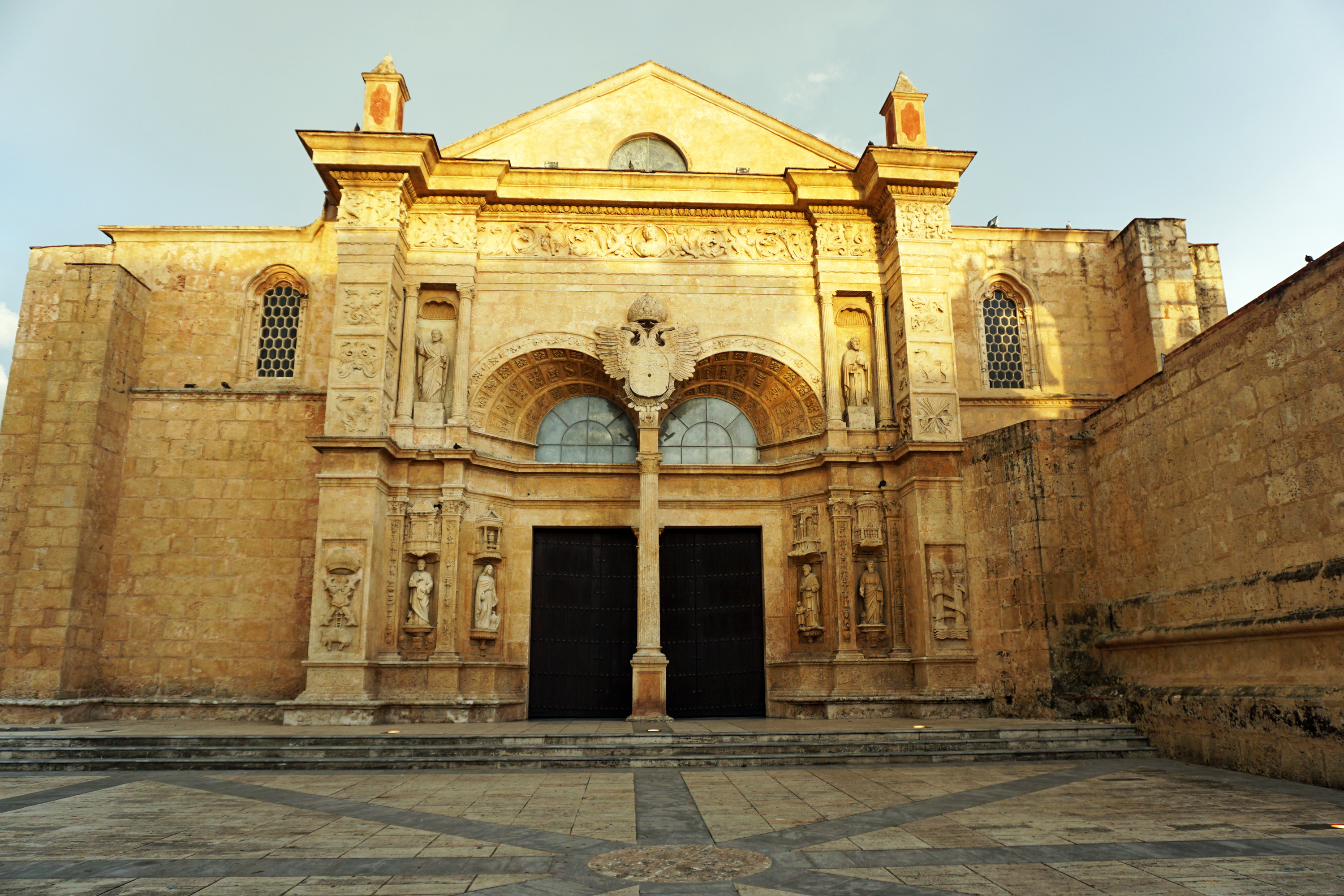
Catedral Primada de América.

El primer superior de la misión católica de las Indias fue el sacerdote Bernardo Boyl, quien fue designado por el papa Alejandro VI con la bula Piis fidelium del 26 de junio de 1496. Boyl al frente de un grupo de sacerdotes integró el segundo viaje de Colón que tocó tierra el 3 de noviembre de 1493 en la isla La Désirade (La Deseada). En diciembre de 1494 regresó a España.
Por medio de la bula Illius fulciti praesidio del 15 de noviembre de 1504, el papa Julio II erigió en la isla La Española la:
- Arquidiócesis de Yaguata (Hyaguatensis, Hyaguata o Yaguate, en el sur de la isla) y sus dos sufragáneas:
  - Diócesis de Baynúa (Bayunensis, Bainoa o Bayuna, en el norte de la isla)
  - Diócesis de Maguá (Maguacensis, o Amanaguá, en el centro de la isla)

En la ciudad y provincia de Yaguate, donde está situado el puerto llamado de Santo Domingo, erigimos e instituimos una Iglesia Metropolitana para un arzobispo, denominada Yaguatense, bajo la advocación de la Anunciación o la Encarnación de la misma bienaventurada Virgen María. Y en Maguá y en Bainoa, sendas iglesias catedrales con los nombres de Maguense y Bayunense respectivamente, para sendos obispos.

Las tres diócesis tenían cabecera en tres de los cinco grandes cacicazgos taínos de La Española: Higüey, Marién, y Maguá, pero la bula no se ejecutó por oposición del rey, a quien el papa no le había aun confirmado el patronato en los términos que deseaba.
El 13 de agosto de 1511, una vez confirmado el patronato regio en 1508, el mismo papa por medio de la bula Romanus pontifex illius suprimió las tres diócesis y creó otras tres nuevas, sufragáneas de la archidiócesis de Sevilla con los mismos obispos nombrados en 1504 (García de Padilla, Pedro Suárez Deza y Alonso Manso) y sin definir territorios:

(...) erigimos é instituimos las iglesias catedrales en dicha isla: la Hyaguatense Metropolitana, la Bayustense y la Magustense, pedido por los dichos Rey y Reina y concedidas por consejo de nuestros venerables hermanos (...) Empero constándonos que dichas islas y lugares para la permanencia de dichas Iglesias son incómodos, así por su situación como por dificultad de conseguir las cosas necesarias, y que fuera de ellas se halla otra isla llamada San Juan en el mismo mar Océano, sujeta a la misma jurisdicción (...), y suplicándonos también lo mismo nuestros amados hijos Pedro Hiagustense, García Bayustense, y Alonso Magustense, electos en la administración y gobierno de dichas iglesias (...) suprimimos y extinguimos á las dichas iglesias perpetuamente, y para exaltación, alabanza de Dios Omnipotente y de la militante Iglesia, señalamos y damos título de ciudades a las tierras y lugares de Santo Domingo, de la Concepción y de San Juan; y erigidas en ciudades se llamen iglesias catedrales (...) Y dichas iglesias erigimos, creamos y constituimos para siempre a saber: la de Santo Domingo, la de Concepción y de San Juan (...) sean sufragáneas de dicha provincia e iglesia de Sevilla...

- Diócesis de Santo Domingo (Sancti Dominici)
- Diócesis de Concepción de La Vega
- Diócesis de San Juan de Puerto Rico (Sancti Joannis Portoricensis), en la isla de Puerto Rico, conquistada en 1508 por Juan Ponce de León.

El obispo Alonso Manso de San Juan de Puerto Rico fue el primero en llegar a América y establecer una diócesis el 25 de diciembre de 1512. En 1519 la diócesis de Puerto Rico fue ampliada a pedido del rey para incluir las islas de Barlovento desde las islas Vírgenes hasta Dominica inclusive. Desde el 12 de febrero de 1588 incluyó también las provincias de Nueva Barcelona, Cumaná o Nueva Andalucía, Santo Tomé de Guayana, y las islas Margarita y Trinidad. 
El cabildo eclesiástico de la catedral Nuestra Señora de la Encarnación de Santo Domingo fue erigido el 12 de mayo de 1512 mediante acto del obispo García de Padilla firmado en Burgos, pero este obispo murió antes de viajar a su diócesis y el templo no comenzó a construirse hasta 1516. El segundo obispo, Alessandro Geraldini, llegó a la isla en 1519. El obispo de la Concepción de La Vega, Pedro Suárez de Deza, fue el primero en llegar a la isla en octubre de 1513. A causa de la pobreza, desde el 23 de diciembre de 1528 Concepción de la Vega fue regida por el obispo de Santo Domingo, y anexada en 1606 habiendo sido destruida por un terremoto su catedral en 1562.
Jamaica española (actual Jamaica) fue conquistada por Juan de Esquivel en 1509 y el 29 de enero de 1515 el rey propuso al papa crear la abadía nullius de Jamaica en vez de una diócesis, al no tener la isla población y riquezas suficientes. La abadía nullius fue erigida por el papa León X el 15 de mayo de 1515 pero sus abades no visitaron la isla hasta que en 1528 fue nombrado Miguel Ramírez como obispo de Cuba y abad de Jamaica. El 26 de octubre de 1574 el rey confirmó esta situación.
La isla de Cuba comenzó a ser colonizada en 1511 por Diego Velázquez de Cuéllar y la diócesis de Cuba fue erigida en la villa de Nuestra Señora de la Asunción de Baracoa el 11 de febrero de 1517 por la bula Super specula del papa León X. Fue trasladada a Santiago de Cuba el 8 de abril de 1522.
El 2 de abril de 1513 Juan Ponce de León tomó posesión de la Florida y otros navegantes recorrieron sus costas en años siguientes. El papa León X erigió en consistorio el 1 de diciembre de 1520 la diócesis de Tierra Florida con sede en la no identificada Santiago de la Florida. Jorge de Priego fue nombrado obispo, pero la diócesis no se estableció. En 1527 fue nombrado obispo Juan Suárez, quien el 14 de abril de 1528 llegó al río de las Palmas con la expedición de Narváez. La ocupación de la península, que se pensaba era una isla o parte del Yucatán, fracasó y el obispo no pudo sostener la diócesis, que fue suprimida. En 1565 Pedro Menéndez de Avilés colonizó Florida y el territorio quedó anexado a la diócesis de Santiago de Cuba.

## Primeras diócesis en Tierra Firme
La Tierra Firme comenzó a ser colonizada en 1510 por Diego de Nicuesa y por Alonso de Ojeda. El papa León X mediante la bula Pastoralis officii debitum del 9 de septiembre de 1513 creó la primera diócesis en tierras continentales en Santa María la Antigua del Darién. Su primer obispo fue Juan de Quevedo, quien había sido nombrado el 28 de agosto de 1513, previo a la bula de erección de la diócesis. El 30 de junio de 1514 el obispo llegó a Santa María la Antigua del Darién y la diócesis fue establecida. Cuando León X nombró a su segundo obispo, Vicente Peraza, el 5 de diciembre de 1520 trasladó la sede a la Ciudad de Panamá mediante el breve Apostolatum officium, renombrándola diócesis de Panamá (Bética Aurea). El traslado se efectuó en 1524. Su jurisdicción inicial abarcaba las tierras continentales conocidas entre el cabo Gracias a Dios y el cabo de la Vela.
En 1515 fray Pedro de Córdoba fundó Cumaná y el 17 de mayo de 1520 el rey solicitó al papa Adriano VI la creación de la diócesis de Paria en la costa oriental de Venezuela. El papa erigió la diócesis y nombró obispo a Pedro Barbirio, quien no viajó a establecer la diócesis y el proyecto no se concretó y fue abandonado antes de 1521.
Con parte de Panamá la diócesis de León en Nicaragua fue erigida en consistorio el 26 de febrero de 1531 por el papa Clemente VII, pero la bula Aequum reputamus fue recién promulgada por el papa Paulo III el 3 de noviembre de 1534 con retroactividad al 26 de febrero de 1531. El 6 de julio de 1545 una real cédula le anexó el territorio de Costa Rica.
La diócesis de Santa Ana de Coro fue establecida el 21 de junio de 1531 por la bula Pro excellenti praeeminentia del papa Clemente VII en la costa de Venezuela. El 20 de julio de 1637 fue trasladada a Caracas. 
La diócesis de Santa Marta fue erigida en consistorio el 9 de enero de 1533. No está claro si la diócesis fue desmembrada de la diócesis de Santo Domingo o de la de Panamá. 
Clemente VII creó la diócesis de Cartagena de Indias el 24 de abril de 1534 separándola de Panamá.

## Primeras diócesis en México, Guatemala y Honduras
Luego del descubrimiento de la península de Yucatán la corte española solicitó la creación allí de la diócesis Carolense, que el papa León X erigió con la bula Sacris apostolatus ministerio el 27 de enero de 1518 designándola Yucatán y Santa María de los Remedios. Debido a informes erróneos el papa supuso que allí existía una ciudad llamada Carolina, pero el territorio no fue ocupado por los españoles y la diócesis no se pudo establecer. Por el breve Devotionis tuae probate sinceritas del 13 de octubre de 1525 el papa Clemente VII la trasladó al territorio de México-Tenochtitlan concediendo al rey fijar su distrito. Por real cédula del 19 de septiembre de 1526 el emperador Carlos I de España fijó los límites de la diócesis sin incluir Yucatán y el obispo designado en 1518 estableció la diócesis en Tlaxcala en 1528. La sede pasó a Puebla de los Ángeles por cédula real del 6 de junio de 1543.
En 1527 Clemente VII erigió la diócesis de Honduras sin establecer su sede. El 6 de septiembre de 1531 fue confirmada por el papa y el 18 de agosto de 1532 fue nombrado el primer obispo con sede en Higueras, pero no aceptó y la sede no se estableció hasta 1539 como diócesis de Trujillo en la provincia del Cabo de Honduras. En 1561 fue trasladada a Santa María de la Nueva Valladolid de Comayagua.
El 12 de diciembre de 1527 el emperador Carlos I presentó como obispo electo de la diócesis de México a fray Juan de Zumárraga, separándola de Tlaxcala sin consentimiento del papa, con quien no tenía relaciones a causa del saqueo de Roma. La diócesis fue establecida en 1528, y una vez restauradas las relaciones el papa Clemente VII la erigió canónicamente con la bula Sacri Apostolorum ministerio el 2 de septiembre de 1530.
El papa Paulo III creó la diócesis de Santiago de Guatemala separándola de México el 18 de diciembre de 1534.
La diócesis de Antequera en el valle de Oaxaca fue erigida por Paulo III el 21 de junio de 1535 separándola de Tlaxcala.
El 11 de agosto de 1536 el papa Paulo III erigió la diócesis de Michoacán con la bula Illius fulciti praesidio, con sede en la ciudad de Michoacán o Tzintzuntzan, separándola de México. En 1554 la sede fue trasladada a Pátzcuaro, y en 1580 a la ciudad de Valladolid (hoy Morelia).
La diócesis de Chiapas fue erigida en Ciudad Real (hoy San Cristóbal de las Casas) el 19 de marzo de 1539 separándola de Antequera mediante la bula Inter multiplices del papa Paulo III.

## Primeras diócesis en el territorio inca
La diócesis del Cuzco (Cuschensis, hoy Cusco) fue erigida por el papa Paulo III el 13 de enero de 1536 en los territorios recién conquistados del Imperio inca mediante la bula Illius fulti praesidio. El 8 de enero de 1537 el papa nombró su primer obispo y definió sus límites. El obispo Vicente de Valverde estableció la diócesis el 4 de septiembre de 1538, que inicialmente cubría desde el sur de Colombia al cabo de Hornos.
La diócesis de la Ciudad de Los Reyes: (o de Lima) fue erigida por el papa Paulo III por medio de la bula Illuis fulciti praesidio del 14 de mayo de 1541, separándola del Cuzco y dejando al emperador señalar sus límites.
La diócesis de San Francisco de Quito fue erigida 8 de enero de 1545 por el papa Paulo III separándola de Lima con la bula Super especula militantis eclesiae. Fue establecida el 13 de abril de 1546.

## Diócesis existentes a principios de 1546
En 1546 existían en las Indias españolas las siguientes diócesis sufragáneas de la arquidiócesis de Sevilla:
- Diócesis de Santo Domingo
- Diócesis de Concepción de la Vega (con el mismo obispo de Santo Domingo)
- Diócesis de San Juan de Puerto Rico
- Abadía nullius de Jamaica (con el mismo obispo de Santiago de Cuba)
- Diócesis de Panamá
- Diócesis de Santiago de Cuba
- Diócesis de Puebla de los Ángeles
- Diócesis de México
- Diócesis de Santa Ana de Coro
- Diócesis de León en Nicaragua
- Diócesis de Comayagua
- Diócesis de Santa Marta
- Diócesis de Cartagena de Indias
- Diócesis de Santiago de Guatemala
- Diócesis de Antequera u Oaxaca
- Diócesis de Michoacán
- Diócesis del Cuzco
- Diócesis de Chiapas
- Diócesis de Lima (o de la Ciudad de Los Reyes)
- Diócesis de Quito

Entre 1545 y 1563 tuvo lugar el Concilio de Trento, sin la participación de obispos de las diócesis americanas.

## Establecimiento de las primeras provincias eclesiásticas en América
Por medio de la bula Super universas orbis ecclesias del 12 de febrero de 1546 del papa Paulo III fueron erigidas las arquidiócesis de Santo Domingo, México y Lima, dejando la de Sevilla de tener sufragáneas en América.
- Arquidiócesis de Lima: en el virreinato del Perú, se le asignaron como sufragáneas las diócesis de:
  - Diócesis de Panamá (o de Castilla del Oro)
  - Diócesis de Quito
  - Diócesis de Cuzco
  - Diócesis de León en Nicaragua

- Arquidiócesis de México: en el virreinato de Nueva España, se le asignaron como sufragáneas las diócesis de:
  - Diócesis de Oaxaca o Antequera
  - Diócesis de Michoacán
  - Diócesis de Chiapas (en Ciudad Real)
  - Diócesis de Puebla
  - Diócesis de Santiago de Guatemala

- Arquidiócesis de Santo Domingo: su territorio coincidió con el distrito de la Real Audiencia de Santo Domingo y la Florida, y se le asignaron como sufragáneas las diócesis de:[25]
  - Diócesis de Santiago de Cuba
  - Diócesis de San Juan de Puerto Rico
  - Diócesis de Santa Ana de Coro
  - Diócesis de Trujillo en Honduras
  - Diócesis de Santa Marta
  - Diócesis de Cartagena
  - Abadía nullius de Jamaica (unida a Santiago de Cuba)
  - Diócesis de Concepción de la Vega (unida a Santo Domingo)

## Desarrollos posteriores

### Arquidiócesis de Lima
El desarrollo posterior a 1546 respecto de la arquidiócesis de Lima y sus diócesis sufragáneas fue el siguiente:
- Diócesis de Panamá: continuó siendo sufragánea de Lima.
- Diócesis de Quito: continuó siendo sufragánea de Lima.
- Diócesis de Cuzco: continuó siendo sufragánea de Lima.
- Diócesis de León en Nicaragua: pasó a ser sufragánea de México en 1647.
- Diócesis de Popayán: fue erigida por el papa Paulo III por medio de la bula Super specula militantis Ecclesiae del 22 de agosto de 1546, separándola de Panamá. Asumió su primer obispo en enero de 1548. Pasó a ser sufragánea de Santa Fe de Bogotá en 1564.
- Diócesis del Río de la Plata: fue erigida por Paulo III con sede en Asunción del Paraguay el 1 de julio de 1547 con parte de la del Cuzco, designando a Juan de los Barrios como su primer obispo. Este expidió el decreto de ejecución el 10 de enero de 1548, pero el primer obispo en ocupar la sede fue Pedro de la Torre en abril de 1555. Pasó a ser sufragánea de La Plata el 20 de junio de 1609.
- Diócesis de La Plata o de Charcas: fue erigida el 27 de junio de 1552 por el papa Julio III con parte de la del Cuzco, designando obispo a Tomás de San Martín. Este decretó la fundación de la catedral el 23 de febrero de 1553 pero el primer obispo en ocupar la sede fue Domingo de Santo Tomás en 1564. Pasó a ser arquidiócesis metropolitana el 20 de julio de 1609.
- Diócesis de Santiago de Chile: fue erigida el 27 de junio de 1561 por el papa Pío IV con parte de la diócesis de La Plata y de la arquidiócesis de Lima, designando a Rodrigo González de Marmolejo como primer obispo. El primero en ocupar la sede fue Fernando de Barrionuevo en 1567.
- Diócesis de la Santísima Concepción: fue erigida como diócesis de La Imperial el 22 de marzo de 1563 por Pío IV con parte de la de Santiago, designando como su primer obispo a Antonio de San Miguel, que ocupó la sede en mayo de 1568. Al ser destruida la ciudad por los araucanos en 1600 fue trasladada a Concepción en 1603, ciudad que fue reubicada en 1763.
- Diócesis del Tucumán: fue erigida con parte de las de Santiago de Chile y de La Plata el 10 de mayo de 1570 por la bula Super specula militantis Ecclesiae del papa Pío V con sede en Santiago del Estero. Su primer obispo fue Jerónimo Albornoz, pero el primero el decreto de ejecución del obispado fue realizado por el obispo Francisco de Victoria en noviembre de 1578. Este llegó a la diócesis en noviembre de 1581. Pasó a ser sufragánea de La Plata (Charcas) el 20 de julio de 1609. La sede fue trasladada a Córdoba el 28 de noviembre de 1697 por el papa Inocencio XII, lo que se ejecutó el 19 de junio de 1699. En 1806 recibió el territorio de Cuyo separado de a diócesis de Santiago.[26]
- Diócesis de Arequipa: fue erigida el 16 de abril de 1577 con la bula Apostolatus officium del papa Gregorio XIII, separándola de Lima y designando obispo a Antonio Hervías, pero no se estableció hasta que el papa Paulo V lo autorizó en 1609 y su límites se fijaron por el virrey en 1614. El primer obispo en ocupar la sede fue Pedro Perea Osa el 1 de agosto de 1619.
- Diócesis de Trujillo: fue erigida el 16 de abril de 1577 por el papa Gregorio XIII, a través de la bula Illius fulciti praesidio con parte de la de Lima y designando a Alonso Guzmán y Talavera como primer obispo. El primer obispo en ocupar la sede y establecer la diócesis fue Francisco Díaz de Cabrera y Córdoba en 1616.
- Diócesis de La Paz: fue erigida el 4 de julio de 1605 por el papa Paulo V. Pasó a ser sufragánea de La Plata el 20 de julio de 1609.
- Diócesis de Santa Cruz de la Sierra: fue erigida el 5 de julio de 1605. Pasó a ser sufragánea de La Plata el 20 de julio de 1609.
- Diócesis de Ayacucho o Huamanga: fue erigida el 20 de julio de 1609.
- Diócesis de Cuenca: fue erigida el 1 de julio de 1786 con parte de la diócesis de Quito.
- Diócesis de Maynas: fue erigida el 28 de mayo de 1803 con parte de las de Popayán, Cuenca, Quito y Trujillo.

### Arquidiócesis de Santafé de Bogotá
La diócesis de Santafé en la Nueva Granada fue erigida 11 de septiembre de 1562 por el papa Pío IV al trasladar la sede de la diócesis de Santa Marta, siendo probablemente sufragánea de la arquidiócesis de Santo Domingo. El 22 de marzo de 1564 fue elevada a arquidiócesis metropolitana con la bula suprema dignitatis apostolicae del mismo papa, asignándole como sufragáneas a las diócesis de:
- Diócesis de Cartagena (hasta entonces sufragánea de Santo Domingo).
- Diócesis de Popayán (hasta entonces sufragánea de Lima).

Posteriormente se le agregó:
- Diócesis de Santa Marta, la sede fue trasladada a Bogotá el 11 de septiembre de 1562, quedando Santa Marta como abadía con régimen de colegiata. El 15 de abril de 1577 fue restablecida como diócesis con parte de la de Bogotá.[27]
- Diócesis de Santa Fe de Antioquia, fue erigida el 31 de agosto de 1804 con parte de las diócesis de Cartagena y Popayán y de la de arquidiócesis de Bogotá.

### Arquidiócesis de México
A las sufragáneas originales de la Arquidiócesis de México: Oaxaca o Antequera, Michoacán, Tlaxcala-Puebla, Chiapas y Santiago de Guatemala (las dos últimas hasta 1743 cuando Guatemala pasó a ser arquidiócesis) les fueron agregadas:
- Diócesis de Guadalajara: fue erigida en Compostela el 13 de junio de 1548 con parte de Michoacán, y trasladada luego a Guadalajara.
- Diócesis de Yucatán: fue erigida en 1561.
- Diócesis de Manila: fue erigida el 6 de febrero de 1579. Fue elevada a arquidiócesis en 1595.
- Diócesis de Durango o Nueva Vizcaya: fue erigida el 28 de septiembre de 1620 con parte de la de Guadalajara.
- Diócesis de Comayagua: trasladada desde Trujillo en 1561, fue sufragánea de Santo Domingo hasta 1620.
- Diócesis de León en Nicaragua: fue sufragánea de Lima hasta 1647. Pasó a ser sufragánea de Guatemala el 16 de diciembre de 1743.
- Diócesis de Linares o Monterrey en Nueva León: fue erigida el 15 de diciembre de 1777 con parte de Michoacán mediante la bula Relata semper del papa Pío VI.
- Diócesis de Sonora: fue erigida el 7 de mayo de 1799, con parte de Durango y las Californias separadas de Guadalajara, por la bula Immensa divinae pietatis del papa Pío VI, y con sede en Arizpe. La sede pasó a Álamos en 1783, a El Rosario en 1794 y a Culiacán después de 1798.

En 1559 fue erigida la diócesis de Verapaz en Guatemala, como sufragánea de México, pero fue suprimida el 23 de junio de 1603 y anexada a Guatemala.
En 1813 se aprobó el establecimiento de la Diócesis de Nuevo México en el Decreto CCXVII de Cortes del 26 de enero. Sin embargo, esta diócesis no llegó a erigirse.
En 1816 se erigió la Diócesis de Chilapa. 
Esta diócesis sería la última en erigirse en América bajo un monarca español, aunque dicha diócesis no llegaría a implementarse hasta 1863.

### Arquidiócesis de Manila
El 14 de agosto de 1595 fue creada la arquidiócesis de Manila, siendo sus sufragáneas las tres diócesis creadas ese día:
- Diócesis de Nueva Cáceres
- Diócesis de Cebú
- Diócesis de Nueva Segovia

El 27 de mayo de 1865 fue erigida la Diócesis de Jaro, también sufragánea de Manila.

### Arquidiócesis de Santiago de Guatemala
El 16 de diciembre de 1743 mediante la bula Ad supremum catholicae del papa Benedicto XIV, Guatemala fue elevada a arquidiócesis metropolitana, pasando a ser sus sufragáneas las diócesis de León en Nicaragua, Comayagua y Chiapas.
En 1818 se iniciaron los trámites para crear la Diócesis de San Salvador mediante Real Cédula emitida el mes de diciembre que ordenaba la erección de dicha diócesis.

### Arquidiócesis de La Plata (Charcas)
El 20 de julio de 1609 fue erigida la Arquidiócesis de La Plata (Charcas), quedando como sus sufragáneas las diócesis hasta entonces dependientes de Lima: 
- Diócesis del Río de la Plata (Asunción)
- Diócesis del Tucumán (el 28 de noviembre de 1697 fue trasladada a Córdoba).
- Diócesis de La Paz
- Diócesis de Santa Cruz de la Sierra

Posteriormente le fueron agregadas:
- Diócesis de Buenos Aires: fue erigida el 6 de abril de 1620, separado del de Asunción.
- Diócesis de Salta: fue erigida el 28 de marzo de 1806.

### Arquidiócesis de Santo Domingo
A raíz de la Paz de Basilea, firmada el 22 de julio de 1795, España cedió a Francia su sector de la isla La Española y la arquidiócesis de Santo Domingo quedó vacante. El papa Pío VII mediante la bula In universalis Ecclesiae regimine del 24 de noviembre de 1803 suprimió la arquidiócesis de Santo Domingo y creó las de Santiago de Cuba y Caracas, distribuyendo las sufragáneas. El 11 de julio de 1809 fue restaurada la soberanía española en el este de la isla y el 29 de abril de 1810 la corona restablece con todos sus antiguos honores, privilegios y derechos a la arquidiócesis de Santo Domingo, lo que fue confirmado por el papa el 16 de noviembre de 1816 con la bula Divinis Praeceptis, que la reconoce como primada de las Indias.
De sus sufragáneas originales conservó a la diócesis de San Juan de Puerto Rico hasta 1803 en que pasó a ser sufragánea de Santiago de Cuba. La abadía nullius de Jamaica fue abandonada en 1650 al caer la isla en manos inglesas y suprimida en 1655. La diócesis de Trujillo en Honduras, trasladada a Comayagua en 1561, pasó a ser sufragánea de México desde 1620. Santiago de Cuba pasó a ser arquidiócesis en 1803. El 20 de junio de 1637 la diócesis de Coro fue trasladada a Caracas y renombrada como Santiago de Venezuela, y pasó a ser arquidiócesis en 1803.
Fueron erigidas como sufragáneas de Santo Domingo las diócesis de:
- Diócesis de Mérida: fue erigida el 16 de febrero de 1778 con parte de la arquidiócesis de Bogotá. Pasó a ser sufragánea de Caracas en 1803.
- Diócesis de Santo Tomé de Guayana: fue erigida el 20 de mayo de 1790. Pasó a ser sufragánea de Caracas en 1803.
- Diócesis de San Cristóbal de La Habana: fue erigida el 10 de septiembre de 1787 como diócesis de San Cristóbal de La Habana, Luisiana y Las Floridas, separándola de Santiago de Cuba. El obispo de esta última residía en La Habana por real decreto del 31 de marzo de 1736. Pasó a ser sufragánea de Santiago de Cuba el 24 de noviembre de 1803.
- Diócesis de Luisiana y las Floridas: fue erigida el 25 de abril de 1793 con parte de la diócesis de La Habana. Pasó a ser sufragánea de Santiago de Cuba el 24 de noviembre de 1803.

### Arquidiócesis de Santiago de Cuba
El 24 de noviembre de 1803 mediante la bula In universalis Ecclesiae regimine del papa Pío VII fue erigida la arquidiócesis de Santiago de Cuba, pasando a ser sus sufragáneas las diócesis hasta entonces sufragáneas de Santo Domingo de: San Cristóbal de La Habana, Puerto Rico, y de Luisiana y las Floridas.

### Arquidiócesis de Caracas
El 27 de noviembre de 1803 fue erigida la Arquidiócesis de Caracas o Santiago de Venezuela, pasando a ser sus sufragáneas las diócesis hasta entonces sufragáneas de Santo Domingo de Mérida y de Santo Tomás de Guayana.